# Live Beyond the Spheres
Live Beyond the Spheres è il terzo album dal vivo dei Blind Guardian ed è stato pubblicato il 7 luglio 2017.

## Tracce

### CD 1
1. The Ninth Wave
2. Banish From Sanctuary
3. Nightfall
4. Prophecies
5. Tanelorn
6. The Last Candle
7. And Then There Was Silence

### CD 2
1. The Lord Of The Rings
2. Fly
3. Bright Eyes
4. Lost In The Twilight Hall
5. Imaginations From The Other Side
6. Into The Storm
7. Twilight Of The Gods
8. A Past And Future Secret
9. And The Story Ends

### CD 3
1. Sacred Worlds
2. The Bard’s Song (In The Forest)
3. Valhalla
4. Wheel Of Time
5. Majesty
6. Mirror Mirror

## Formazione
Gruppo
- Hansi Kürsch - voce
- André Olbrich - chitarra solista, chitarra ritmica e chitarra acustica
- Marcus Siepen - chitarra solista, chitarra ritmica e chitarra acustica
- Frederik Ehmke - batteria e percussioni

Altri musicisti
- Barend Courbois - basso
- Michael Schüren - tastiere